# Ferrocarril en Líbano

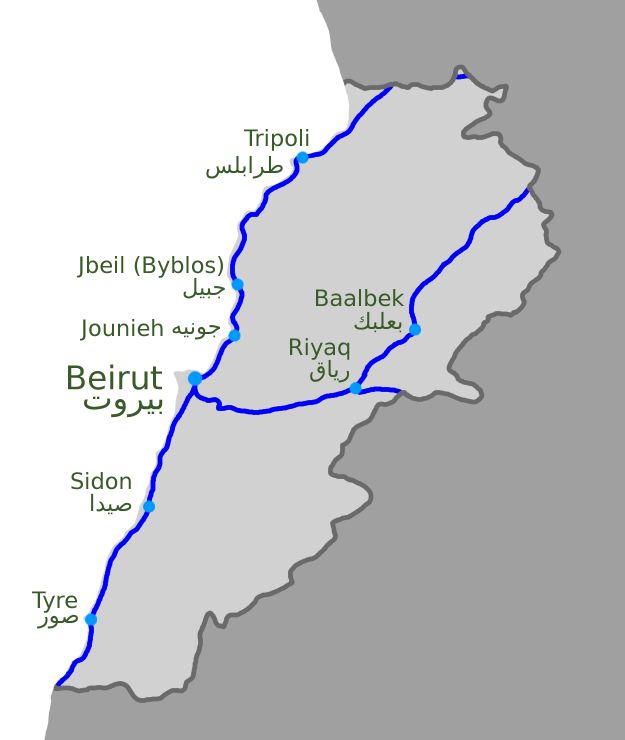
Mapa de la red ferroviaria libanesa cuando estaba en funcionamiento.

El transporte ferroviario en Líbano comenzó en la década de 1890 como proyectos franceses bajo el Imperio Otomano, pero cesó en gran medida en la década de 1970 debido a la guerra civil del país. Las últimas rutas que quedaban terminaron por razones económicas en la década de 1990. En su apogeo, Líbano contaba con unos 408 kilómetros de ferrocarril.

## Historia

### Imperio Otomano

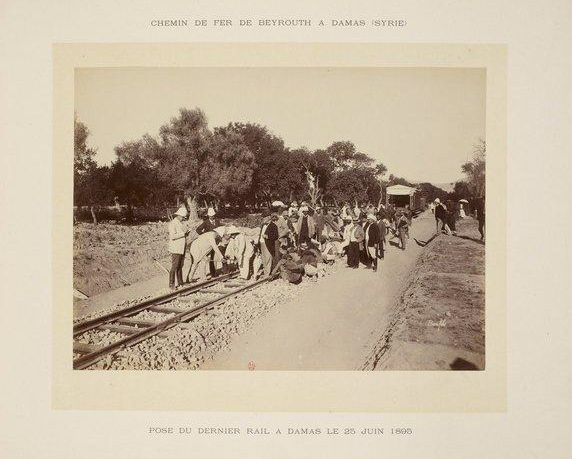
Colocación del último raíl de la línea Beirut-Damasco el 25 de junio de 1895. Para entonces, el ferrocarril se había convertido en el Damasco-Hama y sus extensiones (DHP).
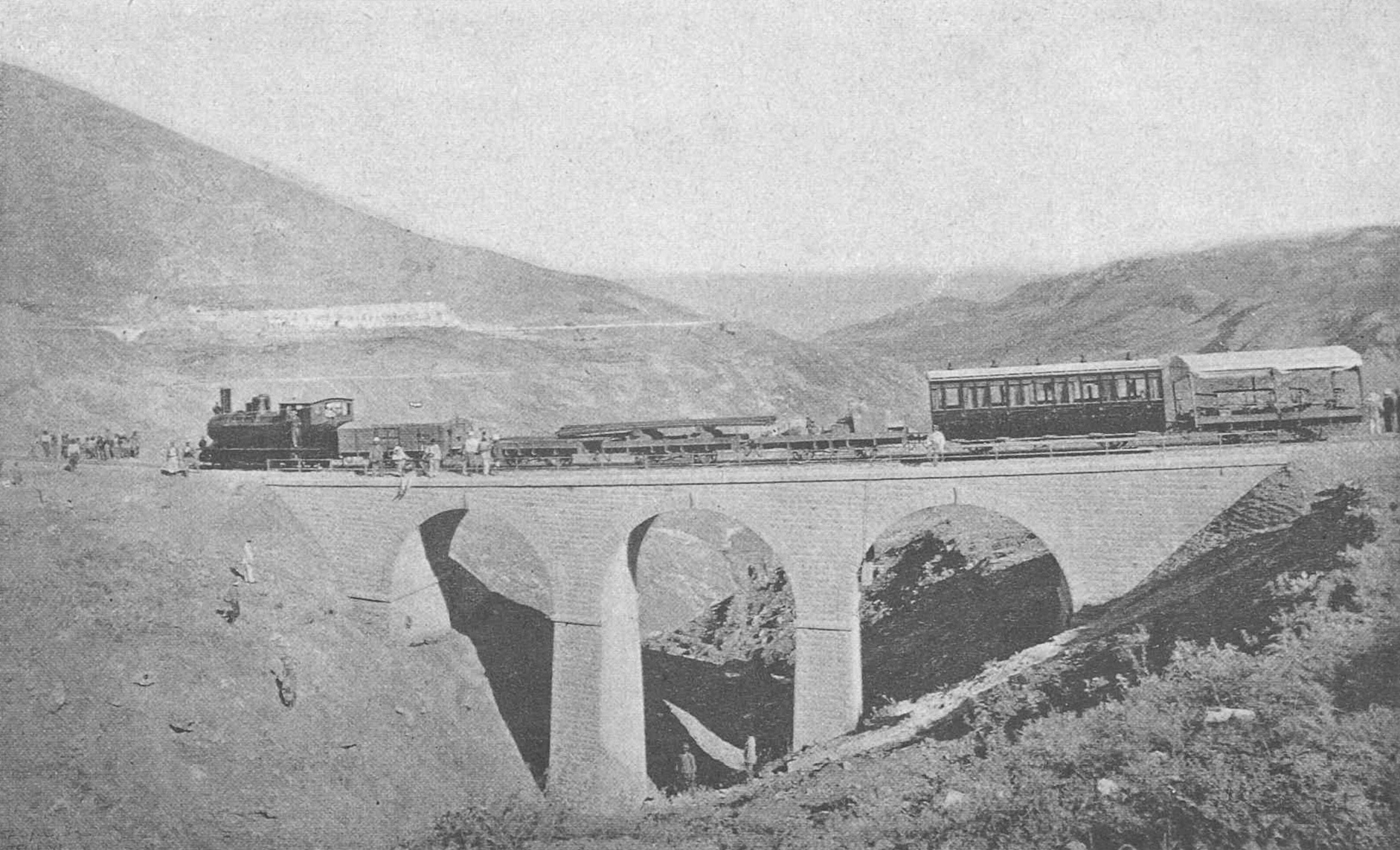
El puente de Khan-M'rad, con un tren DHP.
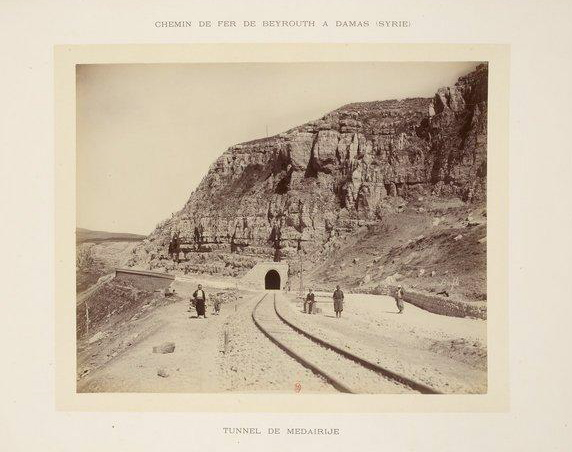
Túnel de Medarije.
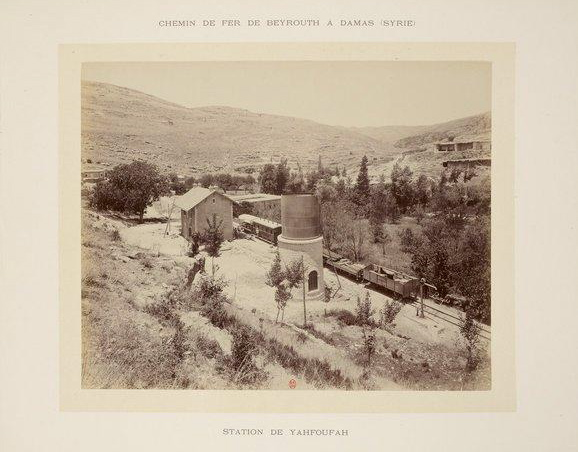
Estación de Yahfufah o Yafufa en el ferrocarril Beirut-Damasco de la DHP.
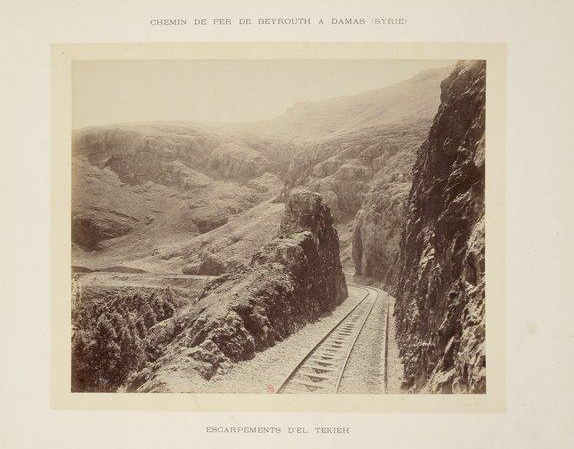
Escarpes del Tekieh.

Beirut y Damasco se conectaron por primera vez por telégrafo en 1861 y por una carretera de macadán en 1863. Ya en 1871 se planificó la construcción de ferrocarriles sirios que conectaran las dos ciudades (140 km por la cresta de la cordillera del Monte Líbano) o de otro puerto, pero no se llevó a cabo. En 1889 estalló la revuelta de Ammiyya entre los drusos y otros agricultores sirios. La respuesta otomana a la insurrección incluyó una serie de concesiones ferroviarias -rápidamente vendidas a intereses extranjeros- para mejorar el desarrollo y el control centralizado de la región.

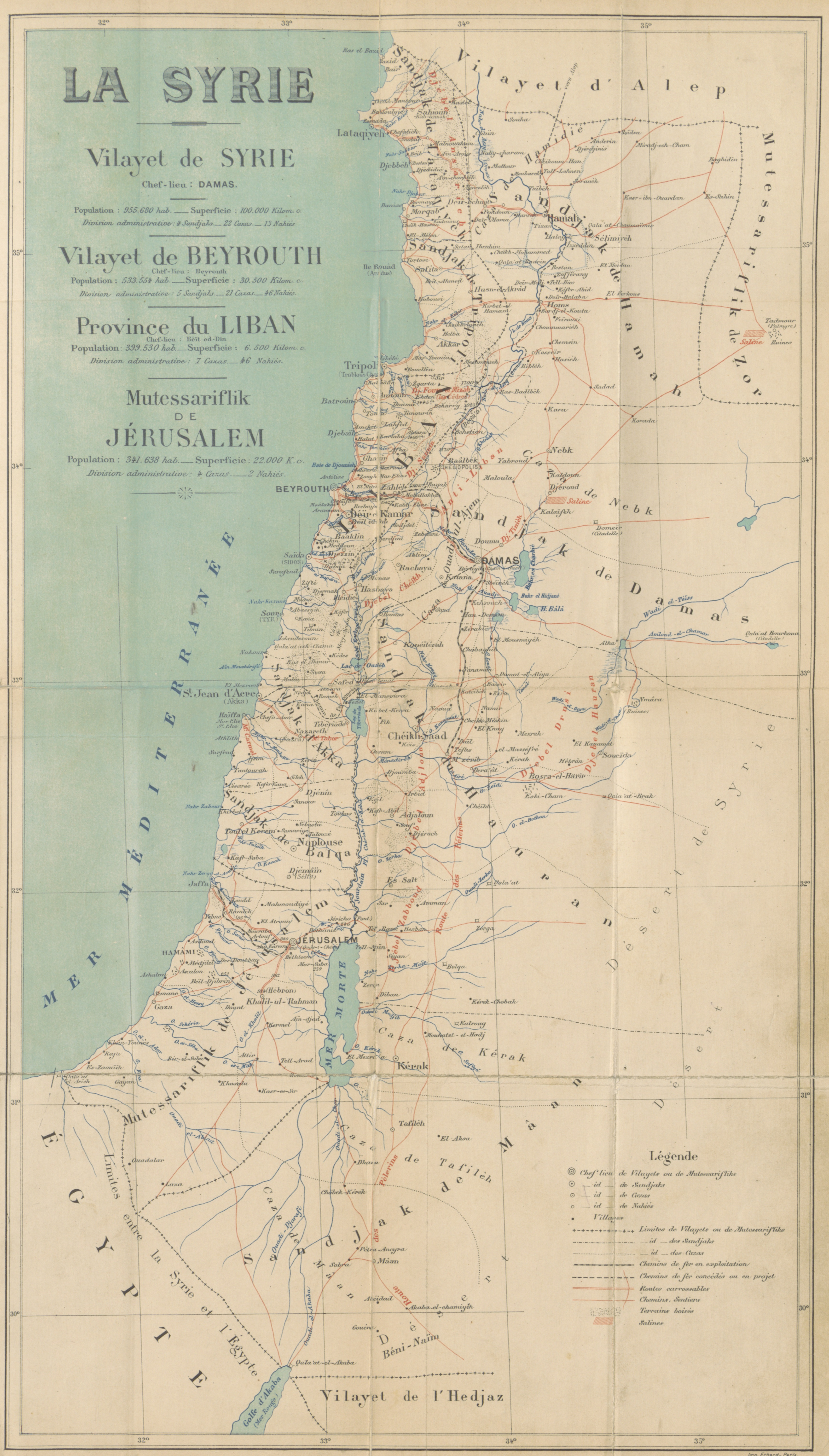
Un mapa de 1896 de Siria y Beirut, que representa el ferrocarril original Beirut-Damasco-Hauran y la ruta planeada del DHP.

Hasan Beyhum Efendi recibió una concesión para construir un tranvía entre Beirut y Damasco en 1891. Ese mismo año, Beyhum vendió la concesión a la compañía francesa de tranvías Beirut-Damasco (Compagnie de la voie ferrée économique de Beyrouth-Damas) o Ferrocarril del Líbano, que quería evitar dos líneas británicas, una desde Jaffa y otra desde Haifa, que habrían socavado el estatus de Beirut como principal puerto del norte del Levante. En realidad, la línea de Jaffa nunca se extendió hacia Damasco y la línea de Haifa se quedó sin dinero habiendo completado sólo 8 km o 34 km de vía.
Por la misma época, la Compañía de Tranvías de Damasco y Vías Económicas de Siria (Compagnie des tramways de Damas et voies ferrées économiques de Syrie) o el Ferrocarril Belga de Siria (Chemin de fer en Syrie) compraron la concesión de otro nativo para el ferrocarril Damasco-Muzeirib de 105 km. El Hauran en torno a Muzeirib es el granero de Siria y la ciudad también servía de punto de partida para las caravanas de peregrinos durante el Hajj.
Las dos líneas se fusionaron rápidamente como la Société des Chemins de fer Ottomans économiques de Beyrouth-Damas-Hauran o Société des chemins de fer ottomans economiques de Beyrouth-Havran, con sede en Constantinopla (Estambul) y una oficina en París. En un principio se planeó utilizar un ancho de vía de un metro, pero se terminó utilizando un ancho de vía de 1050 mm, junto con costosos tramos de cremallera Abt para hacer frente a la cordillera del Monte Líbano. Atravesaba el paso de Dar al-Beida, con la cima en Beidar (a 37 km de Beirut) a 1487 m sobre el nivel del mar. El ferrocarril completó su puerto en Beirut en diciembre de 1892.
En 1893, la empresa recibió una concesión para una línea de Damasco a Birecik, en Anatolia, lo que hizo que su nombre se cambiara por el de Ferrocarril Damasco-Hama o Damasco-Hama y Extensiones (Société Ottomane du Chemins de fer de Damas-Hamah et Prolongements, DHP; en turco: Şam-Hama ve Temdidi Osmanlı Demiryolu Şirketi). La red también se conoce como Syrian Railways en inglés. La concesión inicial se modificó posteriormente para unir las dos líneas en Riyaq en lugar de Damasco. El servicio desde el sur de Damasco hasta Muzeirib comenzó en julio de 1894 (a tiempo para la cosecha de ese año) y hasta Beirut el 3 de agosto de 1895. El viaje desde la costa hasta Damasco duraba inicialmente 9 horas y terminaba en tres estaciones diferentes: La estación de Baramke, la de Qanawat y la de Midan. Entre 1900 y 1908, el ferrocarril separado del Hiyaz (HRR) se expandió desde Damasco hacia el sur hasta Medina, con un ramal hasta Haifa abierto en 1906. El HRR se construyó con un ancho de vía de 1,05 m para equipararse al ferrocarril Beirut-Damasco y absorbió tanto la antigua concesión británica como la línea del DHP al sur de Damasco).
El trigo del Hauran -sémola de alta proteína utilizada en la pasta- estaba destinado a ser el pilar de los ingresos del ferrocarril, junto con el comercio de las peregrinaciones musulmanas durante el Hajj. Sin embargo, la entrada del trigo americano, indio y australiano en el mercado europeo en medio de la Gran Depresión (1873-1896), socavó ese comercio mientras el ferrocarril estaba todavía en construcción. Los comerciantes damascenos habían pensado que el ferrocarril de Beirut les permitiría exportar su grano a menor precio; en cambio, ya en la cosecha de 1894, el ferrocarril inundó el mercado, hundiendo los precios y los márgenes. La finalización de la línea hasta la costa no mejoró las cosas, ya que el mercado mundial se negociaba a precios aún más bajos y la prima que una vez tuvo el trigo de Hauran -que, al ser cosechado a mano, podía incluir guijarros o maleza- se perdió ante el grano cosechado a máquina de Estados Unidos. No fue hasta 1908 que los valores de exportación volvieron a alcanzar los niveles de la década de 1880. El propio ferrocarril era uno de los mejor gestionados del Imperio Otomano: tuvo unos ingresos totales de 434.000 dólares en 1900 y en 1906 recibió una garantía del gobierno de 4320 dólares por milla en el ferrocarril de Alepo, de 200 millas. Con todo, la compañía nunca fue muy rentable: corría un riesgo perpetuo de quiebra; las acciones cotizaban a 550 francos en 1891 y sólo a 468 en 1909; y los dividendos eran minúsculos: 4,40 francos en 1902 y 6,31 en 1909.

Un mapa de Turquía en Asia de 1911 que muestra la extensión de la DHP hacia el norte hasta Alepo y la vía paralela de la HRR a través del Hauran.

La línea sufrió un grave accidente en Aley el 12 de abril de 1904. Aley había crecido con el ferrocarril y funcionaba como lugar de veraneo para los habitantes de Beirut. Parte de la locomotora explotó en la pendiente del 7 % al este de la ciudad y, al no pensar en aplicar los frenos, el tren se dejó llevar por la estación. Dos vagones quedaron completamente destruidos sobre las rocas del otro lado, matando a 8 personas e hiriendo gravemente a 21.
El ferrocarril de Alepo, a través del valle de la Beqaa, entre la cordillera del Monte Líbano y los montes del Antilíbano, se construyó con ancho de vía estándar. En consecuencia, el tráfico entre las dos líneas tuvo que ser transferido en Riyaq. La línea se abrió hasta Baalbek el 19 de junio de 1902 y comenzó a prestar servicio hasta Alepo el 4 de octubre de 1906. El ferrocarril de Bagdad llegó a Alepo en 1912, conectando la línea con Estambul.
La concesión de la línea Trípoli-Saida fue comprada a su titular original, un sirio, por la Société ottomane des libanais nord et sud de Beyrouth. En 1898, sólo había tendido 19 km de vía y la concesión de la DHP se modificó para permitir un ramal hasta Trípoli. Este ramal se amplió hacia el norte para volver a conectar con el ferrocarril de Alepo en Homs, comenzando el servicio en 1911. Sin embargo, durante la Primera Guerra Mundial se retiró la vía para utilizarla en otros lugares.
El tranvía libanés (Tramway Libanais), un ferrocarril costero de 1050 mm de ancho, comenzó a funcionar en 1895 y llegó a Maameltein en 1908.
Durante la Primera Guerra Mundial, el Imperio Otomano se hizo con el control de todos los ferrocarriles de propiedad extranjera del país, incluido el DHP. Toda la línea del Hauran fue desmontada para ampliar los Ferrocarriles de Palestina hacia el Canal de Suez.

La red Taurus Express de CIWL hacia 1930.

Después de la Primera Guerra Mundial, Francia ostentó el mandato de Siria y Líbano bajo los auspicios de la Sociedad de Naciones. Se restableció la propiedad de las vías de la DHP y se le concedió también el control del ferrocarril del Hiyaz. La competencia entre el puerto francés de Beirut y el británico de Haifa provocó guerras de tarifas y, en 1921, intercambios de tierras en Palestina por derechos ferroviarios sirios.
A partir de 1930, el ferrocarril de Alepo formó una etapa en la ruta sur del Taurus Express hacia El Cairo. Una ruta alternativa recorría la línea de Trípoli hasta Beirut. El servicio fue operado por la Compagnie Internationale des Wagons-Lits y se interrumpió en 1972. En 1933, las Líneas Sirias de Bagdad (Lignes Syriennes de Baghdad) organizaron el Ferrocarril de Bagdad como filial de la DHP.

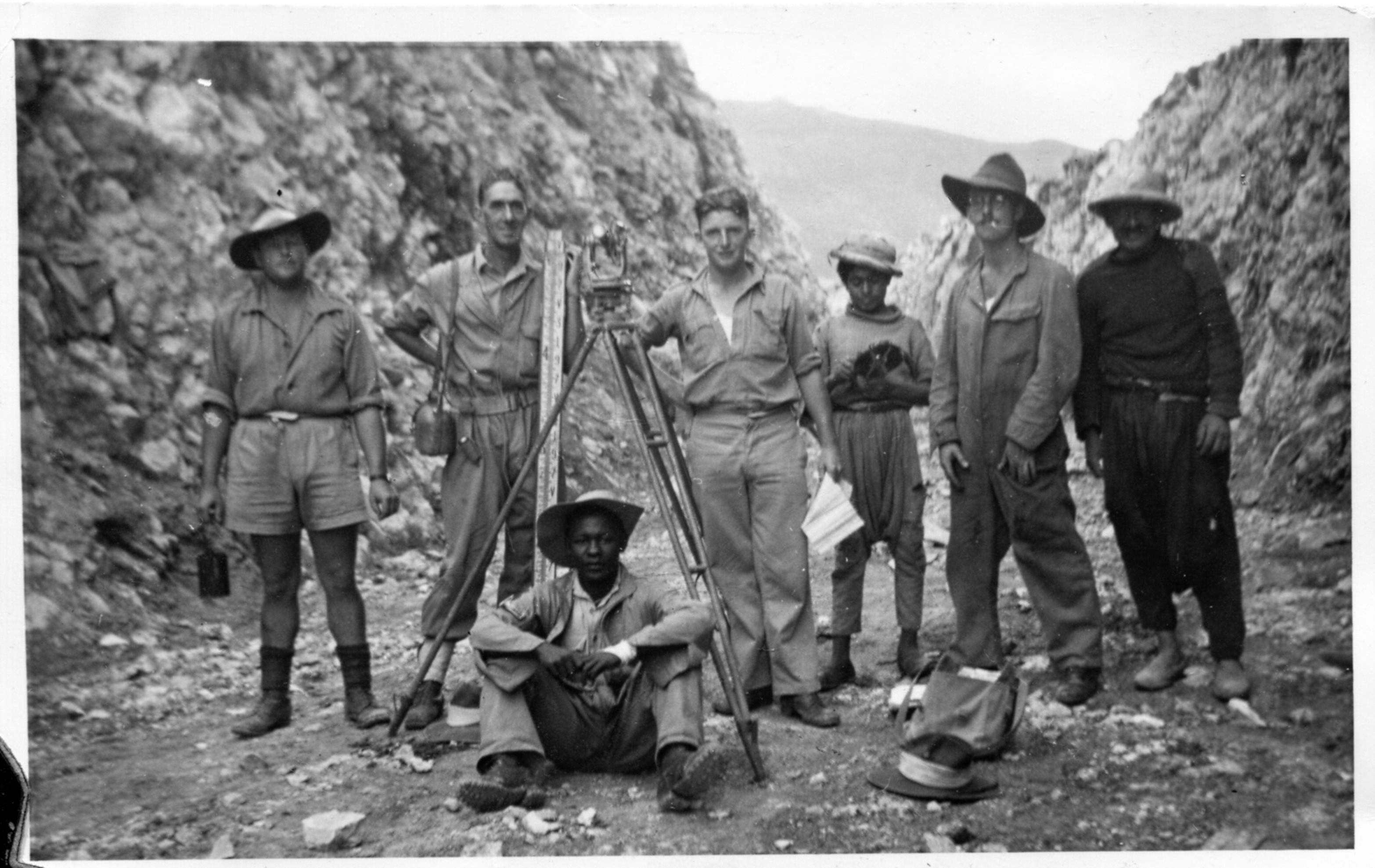
Ingenieros del ejército australiano, suboficiales del Cuerpo Auxiliar Africano de Pioneros y trabajadores libaneses en el corte de Maameltein en 1942.

Los ferrocarriles tuvieron un uso importante en la Segunda Guerra Mundial. Los británicos planearon originalmente conectar su red de ancho estándar desde Haifa hasta Riyaq, pero abandonaron el proyecto en 1941 por considerarlo demasiado difícil. En su lugar, ingenieros de Sudáfrica y Australia completaron una línea de ancho estándar a lo largo de la costa entre Haifa y Beirut el 24 de agosto de 1942 y la ampliaron hasta la estación de tren de Trípoli el 18 de diciembre de 1942. Este ferrocarril Haifa-Beirut-Trípoli (HBT) era el último enlace que conectaba las redes ferroviarias de ancho estándar de Europa y el norte de África, aparte del transbordador que cruzaba el Bósforo en Estambul, pero nunca llegó a funcionar para uso civil. En cambio, los británicos lo mantuvieron bajo el control de sus militares hasta febrero de 1948, cuando la insurgencia judía en Palestina destruyó los puentes cercanos a los túneles de Ras al-Nakura. Un intento anterior de las fuerzas de la Haganá de atacar el HBT en dos lugares cerca de Nahal Kziv durante la Noche de los Puentes en 1946 fue infructuoso. En la actualidad, la única parte del HBT que sigue en funcionamiento es el ferrocarril costero entre Nahariya y Haifa, en el norte de Israel.

### Líbano independiente

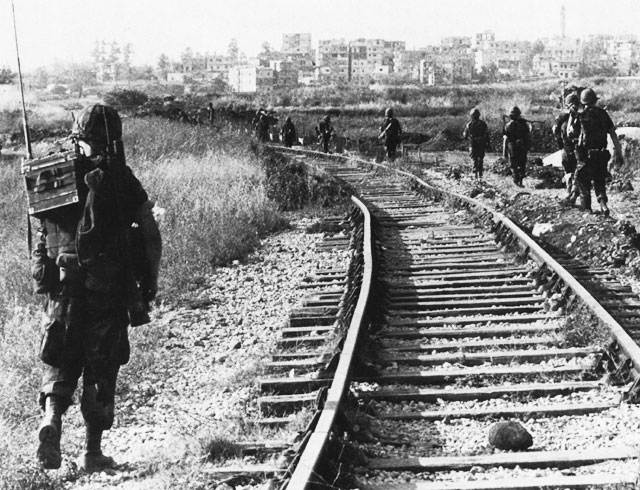
Marines de Estados Unidos patrullan una vía férrea del CEL como parte de la Fuerza Multinacional en el Líbano en agosto de 1983.

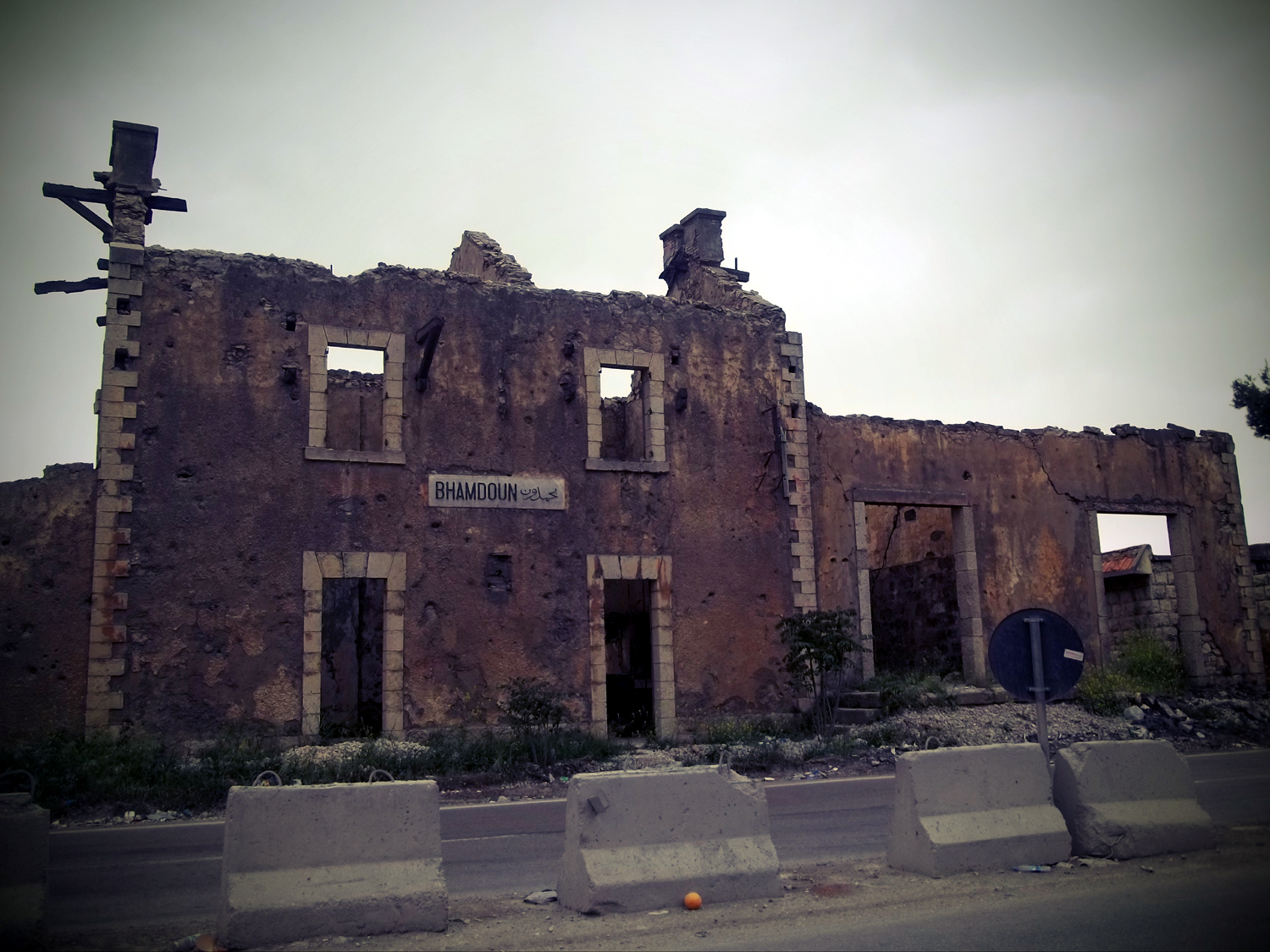
Ruina de la estación de tren en Bhamdoun (2012).

El general Georges Catroux proclamó la independencia de Líbano en 1941, pero los franceses no permitieron realmente el gobierno local hasta 1943. En 1946, el gobierno libanés compró el ferrocarril Naqoura-Trípoli por 5 000 000 de libras, cediendo su gestión a DHP. Siria nacionalizó sus propios ferrocarriles en 1956 como CFS (Chemins de Fer Syriens). En 1960 o 1961, la red del país se reorganizó como Ferrocarril Libanés (Chemin de fer de l'État Libanais, CEL). Sin embargo, la guerra civil libanesa causó daños considerables a la red ferroviaria y los servicios cesaron gradualmente. Durante la guerra civil, los daños fueron causados por las milicias que volaron las vías, los bombardeos del ejército israelí y las fuerzas de seguridad sirias que desenterraron partes de la vía para venderlas como chatarra en Pakistán. Un artículo de 1974 reveló que el sistema DHP de 1,05 m seguía funcionando, pero con energía de vapor, sin ser competitivo y con pérdidas. La línea entre Beirut y Damasco se cerró en 1976. El servicio de cercanías entre Dora y Biblos cesó en 1993 y las últimas operaciones ferroviarias regulares en Líbano -trenes que transportaban cemento de Chekka a Beirut- terminaron en 1997. La locomotora diésel polaca de la clase SP45 para esta línea siguió funcionando una vez al mes en los corrales de Furn el Shebbak hasta 2002, pero el servicio no se reanudó.

## Siria
Sólo un tramo muy corto de la línea siria Homs-Tartus cruza la frontera con Líbano. Esto ocurre porque el ferrocarril se construyó antes de que se definiera esta frontera. Mientras que hoy en día en Siria, toda la red y los trenes de 1435 mm son operados por CFS (Chemins de Fer Syriens).

### Antecedentes de los trenes de Estambul a Siria: Breve historia del Taurus Express
Agatha Christie escribió la primera parte de su novela Asesinato en el Orient Express durante su estancia en la habitación 203 del Hotel Baron de Alepo. La novela no comienza en Estambul, ni en el Orient Express. Comienza en el andén de Alepo, junto a los dos vagones-cama azules y dorados del Taurus Express con destino a Estambul. El Taurus Express fue inaugurado en febrero de 1930 por la Compagnie Internationale des Wagons-Lits, la misma compañía que operaba el Orient Express y el Simplon Orient Express, como medio de extender sus servicios más allá de Estambul hacia el Este. El tren circulaba varias veces por semana desde la estación de Haydarpaşa de Estambul hasta Alepo y Bagdad, con un tren nocturno semanal hasta Trípoli (Líbano). Después de la Segunda Guerra Mundial, la empresa Wagons-Lits se retiró gradualmente y la explotación del Taurus Express fue asumida por los ferrocarriles estatales turcos, sirios e iraquíes. Hasta finales de la década de 1980, se mantuvo un servicio dos veces por semana entre Estambul y Bagdad, con vagones semanales de paso de Estambul a Alepo. Por razones políticas, se suspendió el servicio de paso a Bagdad y se redujo el tren principal en Gaziantep, pero se mantuvieron los vagones semanales de paso Estambul-Alepo. En 2001, el tramo de Alepo del Expreso de Toros se aceleró y se dotó de un coche-cama sirio adecuado en lugar de los dos vagones de asiento turcos, muy básicos. De nuevo se podía viajar con la seguridad y la comodidad de un coche cama adecuado desde Estambul a Siria, y era una forma estupenda de hacerlo.
Trenes en funcionamiento en Siria:
- LDE DE (Diésel-eléctrico)
- DMU-5 DH (Diésel-hidráulico): Múltiples unidades de Hyundai Rotem, Corea, para los servicios de larga distancia Alepo-Damasco/Latakia. 222 de segunda clase, 61 de primera clase.

Redes:
- Damasco - Homs - Hamah - Alepo - Maydan Ikbis (- Ankara, Estambul, Turquía TCDD)
- Alepo (- Gaziantep, Turquía TCDD)
- Alepo - Latakia - Tartus - Al Akkari - Homs
- Homs - Palmira: sólo mercancías, abierta al tráfico de fosfatos, con destino al puerto de Tartus, en 1980
- La línea va desde los yacimientos petrolíferos de Al Qamishli en el norte hasta el puerto de Latakia (750 km)
- Al Akkari (- Trípoli CEL, fuera de uso)
- Alepo - Deir ez-Zor - Al-Qamishli (- Nusaybin, Turquía TCDD)
- La extensión de Homs hacia el sur hasta Damasco (194 km) se inauguró en 1983
- Línea Tartus-Latakia de 80 km en 1992
- Al Qamishli - Al-Yaarubiyah (- IRR Iraq, fuera de uso)
- Damasco - Sheikh Miskin - Dera'a: en construcción, para sustituir un tramo del ferrocarril del Hiyaz
- Sheikh Miskin - Suwayda (en construcción)
- Palmira - Deir ez-Zor - Abu Kemal (- IRR Iraq) (en proyecto)

## Material rodante

### Retirado
| Clase             | Imagen | Fórmula de eje | Número | Año en Servicio | Potencia [kW] | Fabricante | Notas |
| ----------------- | ------ | -------------- | ------ | --------------- | ------------- | ---------- | --- |
| Uerdingen railbus |        |                | 12     |                 |               |            | Antiguos autobuses ferroviarios alemanes, en 1982-83 adquiridos a DB a través de MAS. El último se entregó en 1986-87. Al parecer, todos fueron destruidos durante la guerra civil libanesa. 798 672-2 > A 10450 998 143-2 > B 10450 998 771-0 > C 10450 798 789-4 > A 10451 998 032-7 > B 10451 998 876-7 > C 10451 798 707-6 > A 10452 998 010-3 > B 10452 998 672-0 > C 10452 798 708-4 > A 10453 998 153-1 > B 10453 998 862-7 > C 10453 |

## Plan de reactivación

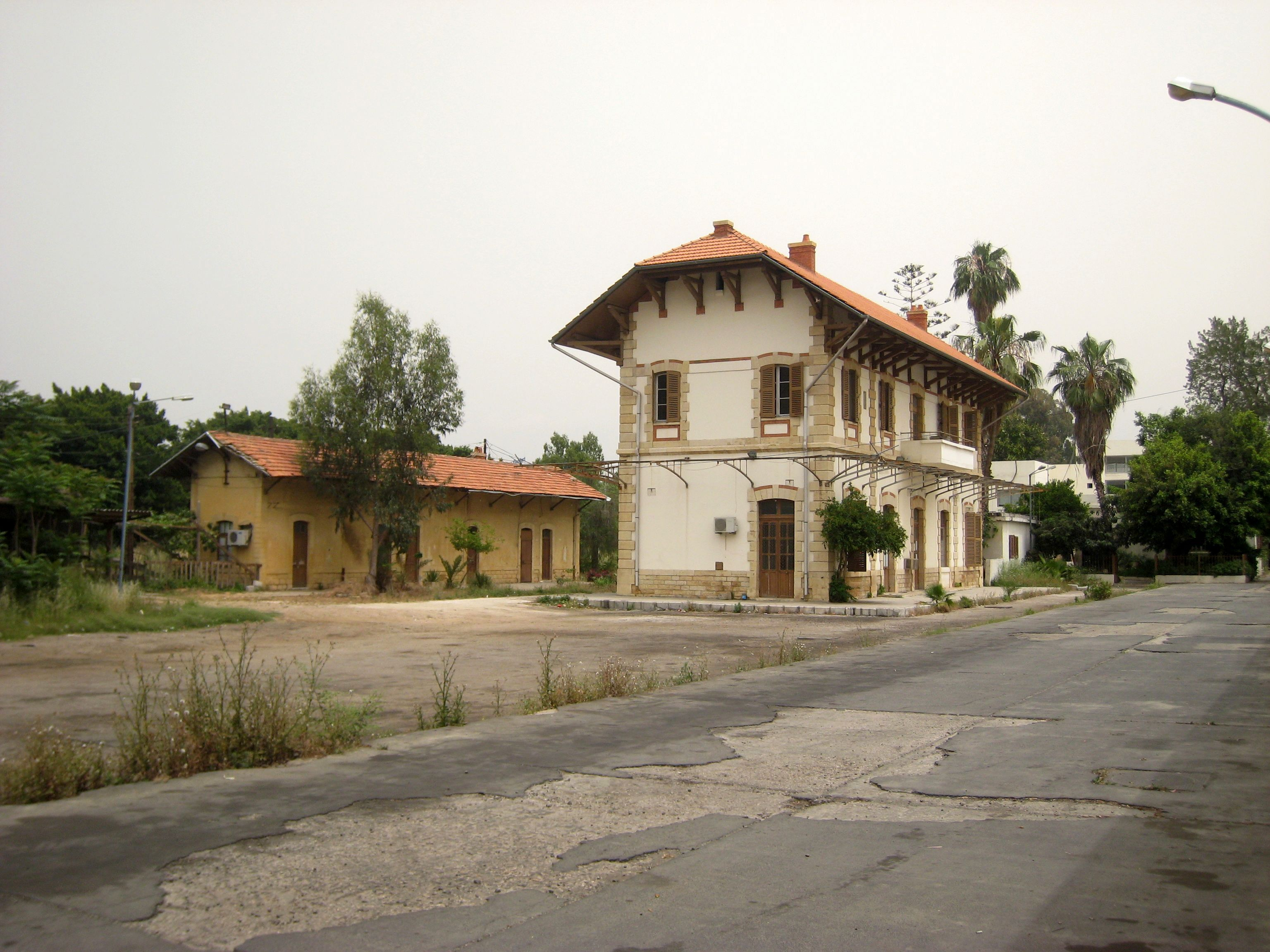
Estación de tren de Beirut en 2007.

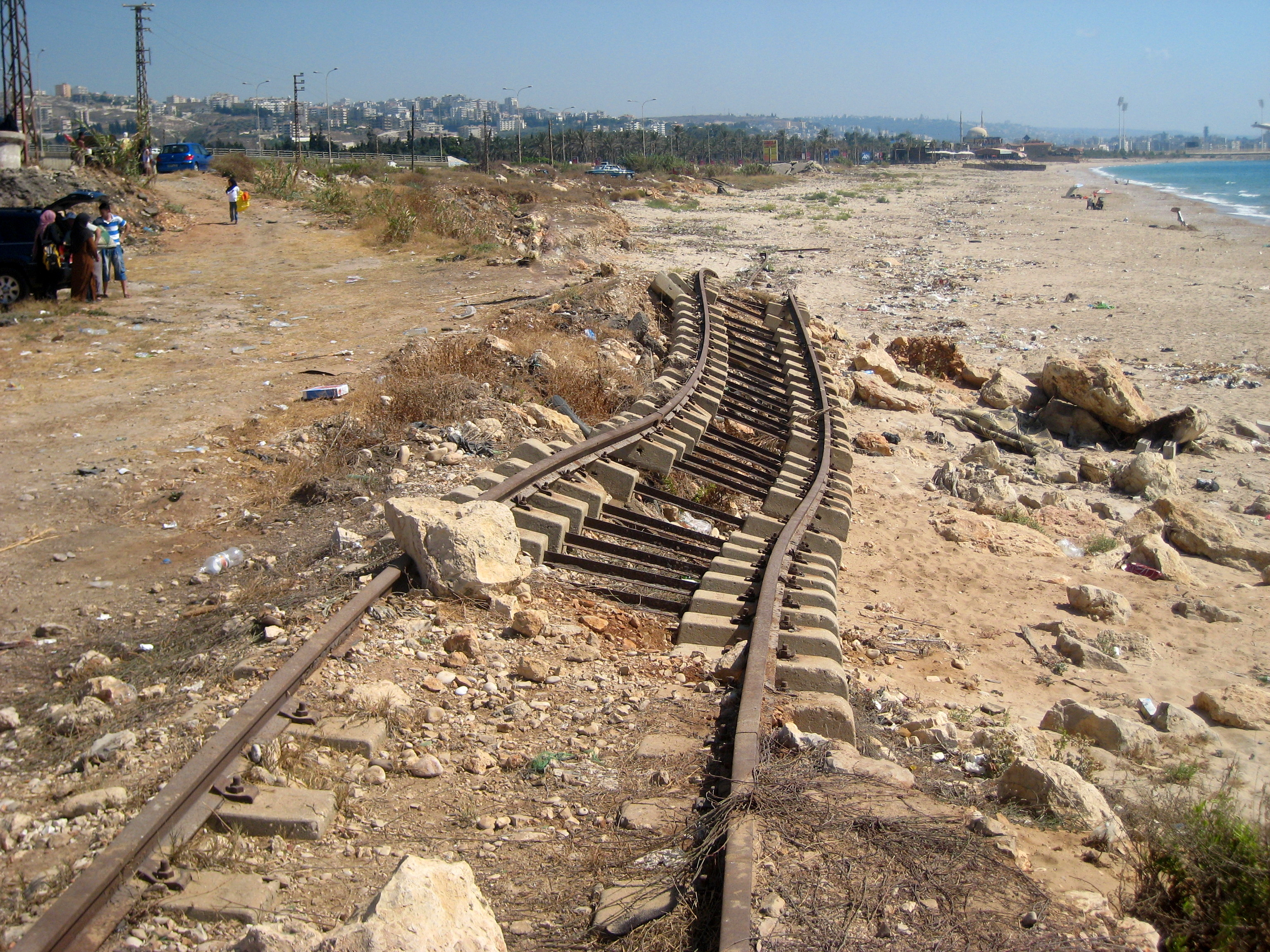
El ferrocarril en Saïda en 2007.

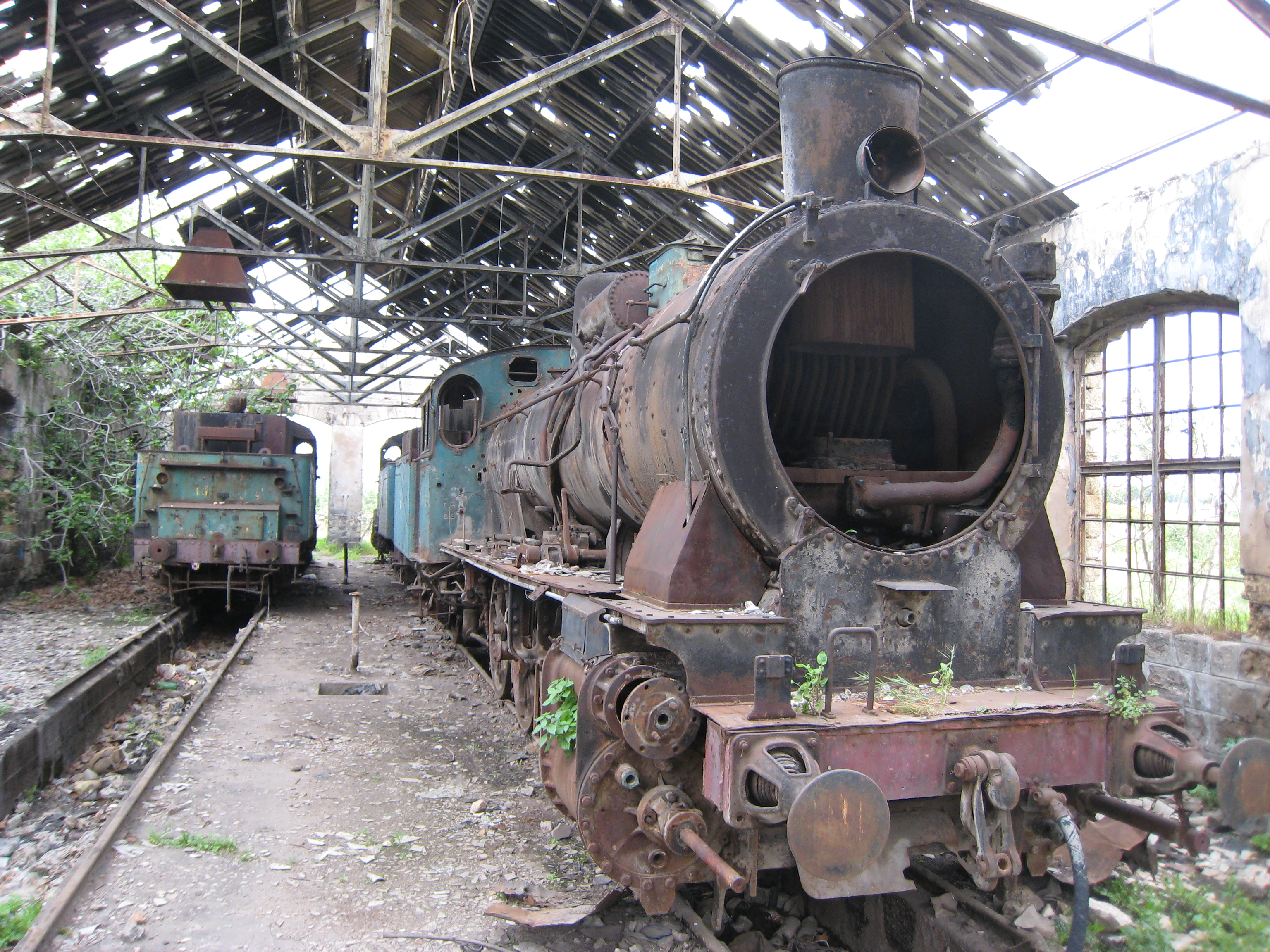
Una locomotora libanesa en Trípoli en 2007.

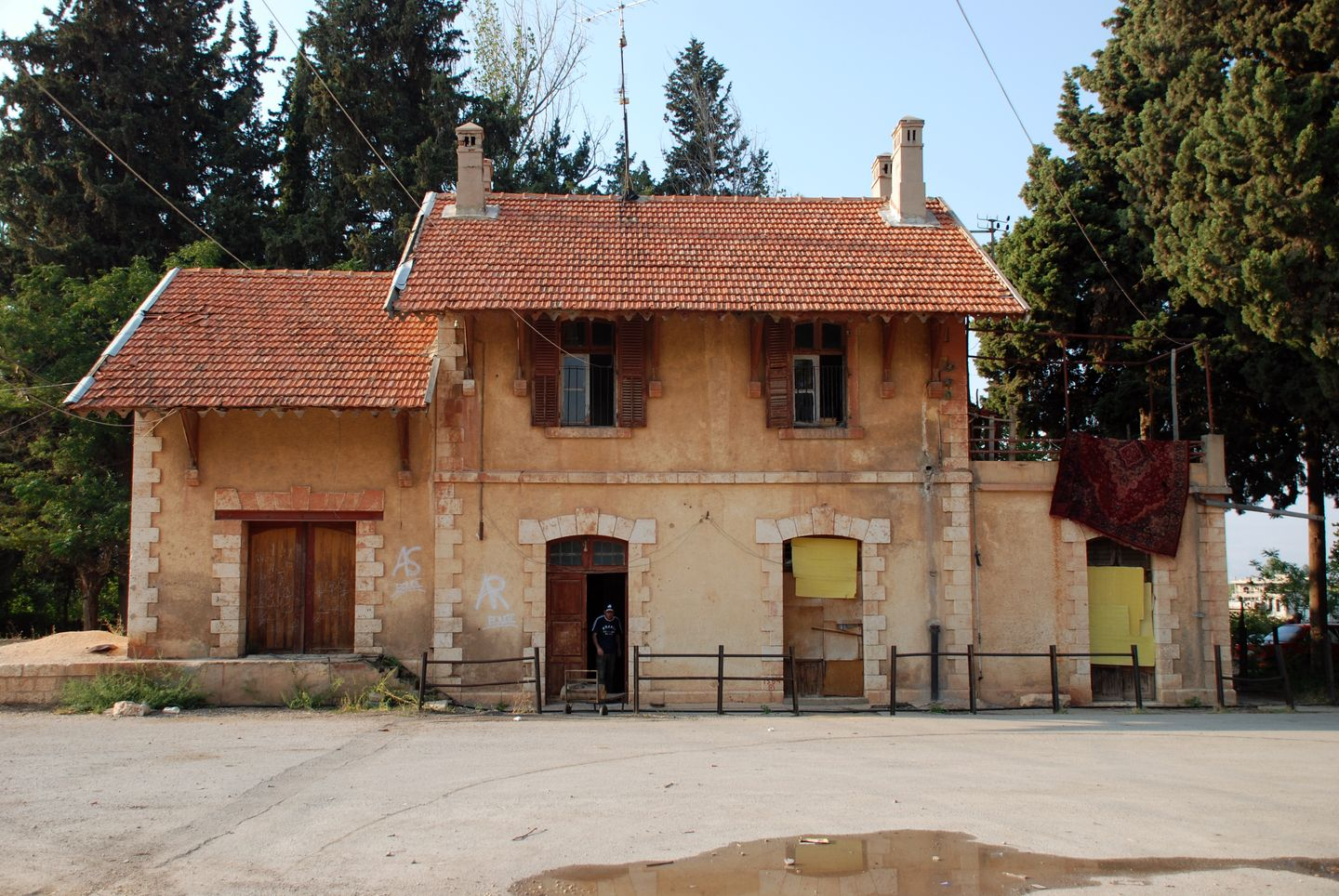
Estación de tren de Baalbek en 2009.

Ha habido varias propuestas para reactivar el sistema ferroviario libanés, pero hasta ahora ninguna ha llegado a buen puerto. Una de esas propuestas es la de Elias Maalouf, fundador de la ONG libanesa Train Train. Maalouf planea relanzar la línea entre las ciudades costeras de Biblos y Batroun, para demostrar la viabilidad de que los trenes vuelvan a funcionar. El proyecto, con un presupuesto de 430.000 libras esterlinas, debería llevarse a cabo en cuestión de meses, pero en 2014, Maalouf seguía esperando la luz verde del gobierno libanés.
Según un estudio financiado por el Banco Europeo de Inversiones, la construcción de una línea ferroviaria que conectara Beirut con Trípoli costaría 3000 millones de dólares, mientras que un ferrocarril de mercancías de Trípoli a Homs costaría mucho menos. Sin embargo, los esfuerzos por reactivar el sistema ferroviario libanés se han visto obstaculizados por la guerra civil siria.
En 2011, el Dr. Maroun Kassab, arquitecto y profesor adjunto, propuso un sistema de metro costero que puede aprovechar los terrenos existentes que son propiedad del ministerio y que puede ir bajo tierra desde Tyr hasta Trípoli.

### Citas
1. 1 2 3 4  «Syria’s destruction revives a dream of rebuilding Lebanon’s railway». The Economist. 5 de octubre de 2017. ISSN 0013-0613. Consultado el 11 de octubre de 2021.
2. 1 2 3 4  Burns, Ross (2005). Damascus : a history. Routledge. p. 257. ISBN 978-0-415-27105-9. OCLC 648281269. Consultado el 11 de octubre de 2021.
3. 1 2  Freeman, Lewis R. (1915). «The Railway Lines of Syria and Palestine: Resumé of Conditions before the War; Well Managed Lines of Syria Compared with Run-down Hedjaz Railway». Railway Age Gazette (Simmons–Boardman Publishing Co.) 59: 199.
4. 1 2  Philipp, Thomas; Schäbler, Birgit (1998). The Syrian land : processes of integration and fragmentation : Bilād al-Shām from the 18th to the 20th century. F. Steiner. p. 104. ISBN 3-515-07309-4. OCLC 40166478. Consultado el 11 de octubre de 2021.
5. 1 2 3 4 5 6 7  Bilmez, Bülent (2008). «European Investments in the Ottoman Railways, 1850–1914».  En Roth, Ralf; Dinhobl, Günter, ed. Across the borders : financing the world's railways in the nineteenth and twentieth centuries. Ashgate. p. 195. ISBN 978-0-7546-6029-3. OCLC 173299054. Consultado el 11 de octubre de 2021.
6. 1 2 3 4  Harvard University, Frank Maloy; Hershey, Amos Shartle; National Board for Historical Service (1918). Handbook for the diplomatic history of Europe, Asia, and Africa, 1870-1914. Washington, D.C. : G.P.O. p. 208. Consultado el 11 de octubre de 2021.
7. 1 2 3  «Un bref aperçu de l’histoire des chemins de fer au Liban» [Breve reseña de la historia del ferrocarril en el Líbano]. www.afacliban.org. Archivado desde el original el 9 de abril de 2010. Consultado el 11 de octubre de 2021.
8. 1 2  Roth, Ralf; Dinhobl, Günter (2008). Across the borders : financing the world's railways in the nineteenth and twentieth centuries. Ashgate. p. 196. ISBN 978-0-7546-6029-3. OCLC 173299054. Consultado el 11 de octubre de 2021.
9. 1 2 3 4 5 6 7  Ludvigsen, Børre (2008). «Chemin de Fer de l'Etat Libanais. The Lebanese State Railway Company». lib-webarchive.aub.edu.lb. Consultado el 11 de octubre de 2021.
10. 1 2 3 4 5  Knowles, J.W. (junio 1974). «The Beirut Damascus Railway». Continental Railway Journal (18): 117-123.
11. 1 2 3 4 5  Philipp, Thomas; Schäbler, Birgit (1998). The Syrian land : processes of integration and fragmentation : Bilād al-Shām from the 18th to the 20th century. F. Steiner. p. 97. ISBN 3-515-07309-4. OCLC 40166478. Consultado el 11 de octubre de 2021.
12. ↑  Burns, Ross (2007). Damascus : a history. Routledge. p. 257. ISBN 978-0-203-93995-6. OCLC 163834554. Consultado el 11 de octubre de 2021.
13. 1 2 3 4 5 6 7 8 9 10 11 12 13 14  Ludvigsen, Børre (2008). «CEL - Chemin de Fer de l'Etat Libanais - Lebanese State Railways. Background». lib-webarchive.aub.edu.lb. Consultado el 11 de octubre de 2021.
14. 1 2 3 4  Philipp, Thomas; Schäbler, Birgit (1998). The Syrian land : processes of integration and fragmentation : Bilād al-Shām from the 18th to the 20th century. F. Steiner. p. 100. ISBN 3-515-07309-4. OCLC 40166478. Consultado el 11 de octubre de 2021.
15. 1 2 3  Philipp, Thomas; Schäbler, Birgit (1998). The Syrian land : processes of integration and fragmentation : Bilād al-Shām from the 18th to the 20th century. F. Steiner. p. 105. ISBN 3-515-07309-4. OCLC 40166478. Consultado el 11 de octubre de 2021.
16. ↑  «Unfall auf der Hauranbahn». Die Lokomotive: Illustrierte Fachzeitung (en alemán) (Viena: Kaiserlich-Königliche Hofbibliothek): 49. mayo 1904.
17. 1 2  Great Britain Parliament House of Commons (1908). Sessional papers. Inventory control record 1 (en inglés). p. 810. Consultado el 11 de octubre de 2021.
18. 1 2  Ludvigsen, Børre (2008). «CEL - Chemin de Fer de l'Etat Libanais - Lebanese State Railways. Riyaq - Homs». lib-webarchive.aub.edu.lb. Consultado el 11 de octubre de 2021.
19. ↑  Burns, Ross (2007). Damascus : a history. Routledge. p. 259. ISBN 978-0-203-93995-6. OCLC 163834554. Consultado el 11 de octubre de 2021.
20. ↑  Philipp, Thomas; Schäbler, Birgit (1998). The Syrian land : processes of integration and fragmentation : Bilād al-Shām from the 18th to the 20th century. F. Steiner. p. 98. ISBN 3-515-07309-4. OCLC 40166478. Consultado el 11 de octubre de 2021.
21. ↑  Knowles, J.W. (noviembre 1978). «Australian Railway Construction in the Middle East». Australian Railway Historical Society Bulletin: 244-259.
22. ↑  Cowell, Alan (24 de febrero de 1990). «Aleppo Journal; A Small Hotel, Its Memories Fading». The New York Times (en inglés estadounidense). ISSN 0362-4331. Consultado el 11 de octubre de 2021.
23. ↑  «How to travel by train from London to Syria | Train travel in Syria». www.seat61.com. Consultado el 11 de octubre de 2021.
24. ↑  Grosse, Peter (marzo 1991). «Schienenbusse for Lebanon». HaRakevet (12). ISSN 0964-8763.
25. ↑  «La réhabilitation de la voie ferrée Tripoli-Abboudieh, où en est-on ?». Archivado desde el original el 16 de febrero de 2012.
26. ↑  «Lebanese railway revival to be studied». Railway Gazette International (en inglés). Consultado el 11 de octubre de 2021.
27. ↑  van Tets, Fernande. «All aboard the Lebanon express: Nostalgia and an urgent need could revive Arab world’s first railway». Archivado desde el original el 19 de octubre de 2014.
28. ↑  Kassab, Maroun. «Proposal for a Lebanese Coastal Metro – Maroun Kassab» (en inglés). Consultado el 11 de octubre de 2021.